# Ingeborg Hallstein
Ingeborg Hallstein (nascida em 23 de maio de 1936 em Munique) é uma soprano lírica coloratura alemã.
Ela estudou ópera com sua mãe Elisabeth Hallstein e debutou na ópera em Passau, Alemanha em 1957 como Musseta em La Bohème de Puccini.
Depois de um contrato com o teatro de Basel e a Staatstheater am Gärtnerplatz em Munique, ela estreou no Festival de Salzburgo em 1960 como Mosina ne La Finta Simplice de Mozart, no mesmo ano ela entrou na Ópera do Estado da Baviera, sendo membro de 1961 até 1973.

## Carreira internacional
Nos anos seguintes aparições como convidada especial a levaram a quase toda importante casa de ópera no mundo, desde Deutsche Oper Berlin, Ópera Estatal de Hamburgo, Teatro La Fenice em Veneza até ao Teatro Cólon em Buenos Aires. Ela cantou na Royal Opera House em Londres junto a Otto Klemperer se apresentando como Rainha da Noite em A Flauta Mágica. 
Seu repertório revela uma artista de extrema exatidão e com sua própria musicalidade. Sua voz era bem focada e capaz de comandar passagens dramáticas e expressar emoção. Na ópera ela cantou alguns dos mais difíceis papéis pro tipo coloratura como Zerbinetta em Ariadne auf Naxos de Richard Strauss, Violetta em La Traviata de Verdi, Zaide de Mozart, Popoli Di Tessaglia! e a já mencionada Rainha Da Noite em A Flauta Mágica. O seu alcance vocal ia desde o sol sustenido 3 abaixo do dó central ao Si bemol 6 acima do dó das sopranos.

## Professora
Em 1979, ela foi apontada como professora na Music Conservatory em Würzburgo. Depois de algumas dúvidas, ensinar se tornou sua nova paixão e decidiu se retirar dos palcos para se concentrar em novos talentos. Hallstein ensinou em Würzburg até 2006. Hoje em dia (desde 2009), ela da aulas na Alemanha e no exterior sendo uma disputada jurada para competições de canto internacional.

## Gravações, filmes e televisão
Um contrato com a famosa gravadora alemã Deutsche Grammophon resultou em várias gravações de óperas, operetas e musicas. Estas gravações exibem uma artista com misterioso senso de sofisticação em termos de ornamentação, bravura para enfrentar as óperas mais difíceis e grande sendo de de musicalidade.
Além de sua extremamente bem-sucedida carreira nos palcos, Hallstein conseguiu popularidade nos anos 60 e 70 aparecendo em vários filmes de operetas como Die Zirkusprinzessin e Wener Blut e canais musicais na Alemanha.